# A.T. Perry
Atorian Perry (Lake Worth, 26 ottobre 1999) è un giocatore di football americano statunitense che milita nel ruolo di wide receiver per i Denver Broncos della National Football League (NFL).

## Carriera

### New Orleans Saints
Al college Perry giocò a football alla Wake Forest University, venendo inserito per due volte nella formazione ideale dell'Atlantic Coast Conference. Fu scelto nel corso del sesto giro (195º assoluto) del Draft NFL 2023 dai New Orleans Saints. Debuttò come professionista subentrando nella gara dell'ottavo turno contro gli Indianapolis Colts. Due settimane dopo segnò il suo primo touchdown contro i Minnesota Vikings. La miglior partita della sua stagione da rookie la disputò nell'ultimo turno, ricevendo 3 passaggi per 53 yard e 2 touchdown nella vittoria sugli Atlanta Falcons. La sua prima annata si chiuse con 12 ricezioni per 246 yard e 4 marcature in 10 presenze, di cui 3 come titolare.